# 세계기상기구
세계기상기구(世界氣象機構, World Meteorological Organization, WMO)는 1950년 기상 관측을 위한 세계의 협력을 목적으로 설립된 유엔의 기상학(날씨와 기후) 전문 기구이다. 본부는 스위스 제네바에 있다.

## 설립 연혁
WMO의 전신은 국제기상기구(IMO)로서, 1873년 여러 나라의 기상청 책임자로 구성된 비정부조직체이다. 1947년 IMO의 이사회에서 새로운 기구를 설립할 것을 제안하는 세계기상협약을 채택했고, 1951년부터 WMO가 활동하기 시작했다.

## 설립 목적
유엔 특별기구인 WMO는 세계적인 기상관측체제의 수립, 관측의 표준화 및 국제적인 교환, 타 분야에 대한 기상학의 응용, 그리고 개발도상국에서의 국가적 기상 서비스의 개발을 추진하기 위해 설립되었다.

## 조직 구성
세계기상기구는 189개 회원국 기상청장이 4년마다 모여 WMO 주요사업과 예산, 주요정책을 결정하는 WMO 최고 의사결정기구인 총회(Congress)와 총회 결정사항 이행을 위한 실질적 핵심 집행기구로서 매년 37개국 기상청장만이 참여하는 집행이사회(EC), 그리고 전 세계를 6개 지역별로 구분하여 지역차원의 기상문제를 4년마다 논의하는 지역협의회(RA)와 WMO 과학기술프로그램 이행을 위해 역시 4년마다 개최되는 8개 기술위원회(TC) 및 행정 지원 등을 위한 WMO 사무국(스위스 제네바 소재)으로 구성된다.

### 집행이사회
WMO 조직 중 집행이사회(EC)는 WMO의 각종 과학기술프로그램과 관련 예산 등을 총괄, 조정, 집행하는 실행기구로서, WMO 총회 결의사항을 실행하고, 그 결과를 총회에 보고하고, WMO 사무총장이 작성한 차기 회계 연도의 과학기술프로그램과 추정 예산안 검토와 재정을 관리하고, WMO 지역협의회와 기술위원회에 필요한 사항을 지시, 권고하며, WMO의 국제적 활동과 관련한 사항 조사 및 제안 등 WMO 운영에 있어 모든 사항을 결정하는 실질적 최고 의사결정기구로서, 오직 37개국 기상청장만이 동 집행이사회에 참여할 수 있다. 집행이사회는 WMO 의장단(의장1, 부의장3), 6개 지역협의회 의장은 당연직으로 참여하고, 나머지 27인은 WMO 총회에서 선거를 통해 선출된다.

### WWIS
세계기상정보서비스(WWIS)는 WMO 산하로 전 세계 각국 기상수문관서에서 생산하는 기상관측, 예보, 기후 정보를 제공하는 공식 온라인 웹사이트이다.
웹사이트는 WMO를 대신하여 홍콩 천문대에서 운영하고 있다.

## 대한민국과의 관계
2007년 5월 18일 스위스 제네바에서 개최된 제15차 세계기상기구 총회에서 이만기 기상청장이, 2011년 5월 26일 16차 총회에서는 조석준 기상청장이, 2015년 6월 4일 17차 총회에서는 고윤화 기상청장이, 2019년 6월 20일 18차 총회에서 남재철 기상청장이 WMO 집행이사로 피선되면서 2007년 처음 집행이사직에 당선된 이후 계속해서 집행이사직 지위를 유지하고 있다.
환경부 소속 김휘린 한강홍수통제소 연구사(사회환경시스템공학 박사)는 WMO에서 공모한 수문예보ㆍ수자원과장직에 채용돼 2019년 8월 19일부터 스위스 제네바의 사무국에서 근무하고 있는데 최초의 아시아인이자 여성 전문가이다.

## 같이 보기
- 국제구름도감
- 지역특별기상센터